# Chiliarque
Le terme chiliarque (en grec ancien χιλιάρχης / khiliarkhês, de χίλιοι / khilioi, « mille » et de ἀρχή / arkhê, « le commandement »), à l'origine un commandement de mille hommes, désigne une fonction militaire et/ou administrative, d'abord dans l'empire achéménide, puis dans l'empire d'Alexandre le Grand et les monarchies hellénistiques. De même dans l'empire mongol sous le nom de minghan (en) et dans la Chine des Yuan sous le nom de ‘qiānhù’, 千戶.

## Dans l'Empire perse
Au sujet de la Perse achéménide, le terme est utilisé par des écrivains grecs pour désigner plusieurs éléments. D'abord, la chiliarchie est une circonscription militaire ainsi que tributaire. Le terme est également utilisé pour traduire l'iranien hazarapatiš, « commandant de mille », connu des Grecs sous la forme exacte (Hésychios d'Alexandrie) ou sous celle d’azabaritēs (Ctésias, §46). Comme son nom l'indique, il s'agit d'un officier commandant 1 000 hommes, situé dans la hiérarchie au-dessus des lochages (commandant un loche), et au-dessous du myriarque, responsable d'une myriade d'hommes (soit 10 000).
À la cour perse, le chiliarque est le chef de 1 000 des 10 000 Immortels ou Mélophores, c'est-à-dire des membres de la garde personnelle du Grand Roi, ceux qui portaient une pomme d'or à la hampe de leur lance. C'est à lui qu'il faut demander audience auprès du roi. Il sert également d'introducteur des ambassadeurs ou de messager de ces derniers auprès du roi, c'est pourquoi il apparaît souvent dans les récits grecs. Au cours de sa discussion avec les envoyés étrangers, il doit leur demander d'accomplir la proskynèse, c'est-à-dire une prosternation, devant le Grand Roi. Ainsi, au IVe siècle av. J.-C., le chiliarque Tithraustès déclare à Isménias, ambassadeur de Thèbes :

« Hôte thébain (…), la coutume indigène des Perses veut qu'arrivé à la vue du roi, il ne soit pas possible d'obtenir la parole avant de s'être prosterné. Si tu veux le rencontrer en personne, veille à respecter cette coutume. »

Ces prérogatives donnent au chiliarque un rôle majeur. Cornélius Népos n'hésite pas à indiquer, en parlant de Tithraustès, qu'il « tenait le second rang dans l'État » (Conon, III, 2). À partir de là, l'historiographie a souvent cru voir dans le chiliarque une sorte de vizir. En fait, les fonctions à la cour perse dépendent toujours du bon vouloir du Grand Roi. Les dignitaires ne sont chargés de telle ou telle prérogative qu'en fonction des circonstances. Dans ces conditions, il paraît peu vraisemblable que le Grand Roi délègue une partie de ses pouvoirs à un seul « premier ministre ».
En outre, plusieurs personnes peuvent porter en même temps le titre de chiliarque, qu'Hésychius définit plus simplement comme « les introducteurs (eisaggeleis) chez les Perses ». On suppose que le dignitaire représenté sur les bas-reliefs de Persépolis, incliné vers le trône, est un chiliarque. De plus, on sait que d'autres dignitaires pouvaient, à l'occasion, remplir un rôle similaire auprès des ambassadeurs. En comparaison, Xénophon indique qu'à la cour d'Astyage, dernier roi des Mèdes, c'est un échanson, Sakas, qui gère les audiences.

## Sous le règne d'Alexandre

### Chiliarque aulique et chiliarque équestre
Ce terme revêt du temps d’Alexandre le Grand et des Diadoques des significations différentes et parfois complexes. On peut d’emblée distinguer la chiliarchie équestre (commandement de la cavalerie des Compagnons) et la chiliarchie aulique (de ἡ αὐλή (aulè): « la cour »), équivalent selon le souhait d'Alexandre du vizir achéménide, que seuls Héphaistion et Perdiccas (après la mort du conquérant) ont exercée. Il n’est pas rare que les sources confondent les termes « chiliarque des Compagnons » et « hipparque des Compagnons ».
Peu avant l’expédition en Inde vers 327, Alexandre offre à Héphaistion le titre de chiliarque. Cette charge lui donne l’autorité sur les hipparchies de Compagnons (on compte après la réforme de 330 jusqu’à quatre hipparchies de Compagnons). Cette charge correspond aussi, pour le cas d’Héphaistion, à celle du vizir achéménide, ce qui en fait le second dans la hiérarchie macédonienne.
Arrien affirme qu’Alexandre n'a pas désigné, à la mort de son favori, de nouveau chiliarque. Pourtant Plutarque affirme que Perdiccas succède à Héphaistion dans son commandement, sans préciser lequel, et pour ajouter à la confusion Diodore de Sicile estime que Séleucos reçoit en 323 le titre d’hipparque des Compagnons à la suite de Perdiccas. On peut finalement considérer qu'à la mort d'Héphaistion, Perdiccas exerce de fait la chiliarchie équestre, au titre d'hipparque des Compagnons, sans véritablement recevoir le titre de chiliarque car Alexandre n'a pas en Perdiccas la même confiance qu'en son défunt favori.
À la mort d’Alexandre, Perdiccas reçoit, ou s'adjuge, le titre de chiliarque, en plus de celui d'épimélète (protecteur ou gouverneur) du royaume, ce qui en fait le régent de l'administration impériale, tandis que Séleucos devient hipparque de la cavalerie. Lors des accords de Triparadisos qui suivent la mort de Perdiccas en 321, Cassandre est désigné chiliarque équestre (et non hipparque ou chiliarque de l'empire comme écrit parfois) en remplacement de Séleucos.

### Autres chiliarques
En dehors de la chiliarchie aulique et équestre, il existe d’autres acceptions de ce terme. On connaît en effet huit noms de chiliarques mentionnés lors de la campagne d'Asie, mais sans précision de leurs attributions ou de leurs corps d’origine. Il est fait mention d’un chiliarque dès le siège d'Halicarnasse en 334. Mais ce grade ne correspond pas au commandement créé, au-dessus du pentacosiarque, vers 331-330 au moment de la réforme de l’armée macédonienne et de l’intégration des épigones orientaux. Une partie de la réforme consiste précisément à regrouper les 6 lochoi d’Hypaspistes en 3 chiliarchies selon l'organisation en cours dans les bataillons d'Immortels. Mais le grade de chiliarque ne serait pas propre aux Hypaspistes, bien qu’Arrien ne mentionne que des chiliarques des Hypaspistes.

## Dans les monarchies hellénistiques
Le terme « chiliarchie » désigne dans les armées lagide, antigonide, et probablement séleucide, une subdivision de la phalange regroupant 1 000 hommes. Mais la mention d'un chiliarque n'est pas spécifiquement connue.

## SousGenséric
"Après le sac de Rome, en 455, Genséric forma les Vandales et les Alains en cohortes auxquelles il préposa quatre-vingts chefs nommés chiliarques, pour faire croire qu’il avait sous ses étendards quatre-vingt mille guerriers, mais qu’à une époque antérieure, on estimait à cinquante mille hommes au plus les effectifs des Vandales et des Alains réunis."